# Центральный (стадион, Гомель)
Центра́льный — футбольный стадион в Гомеле, Беларусь. Является домашним стадионом ФК «Гомель» — участника Высшей лиги Беларуси по футболу.

## История стадиона

### Строительство и ранние годы

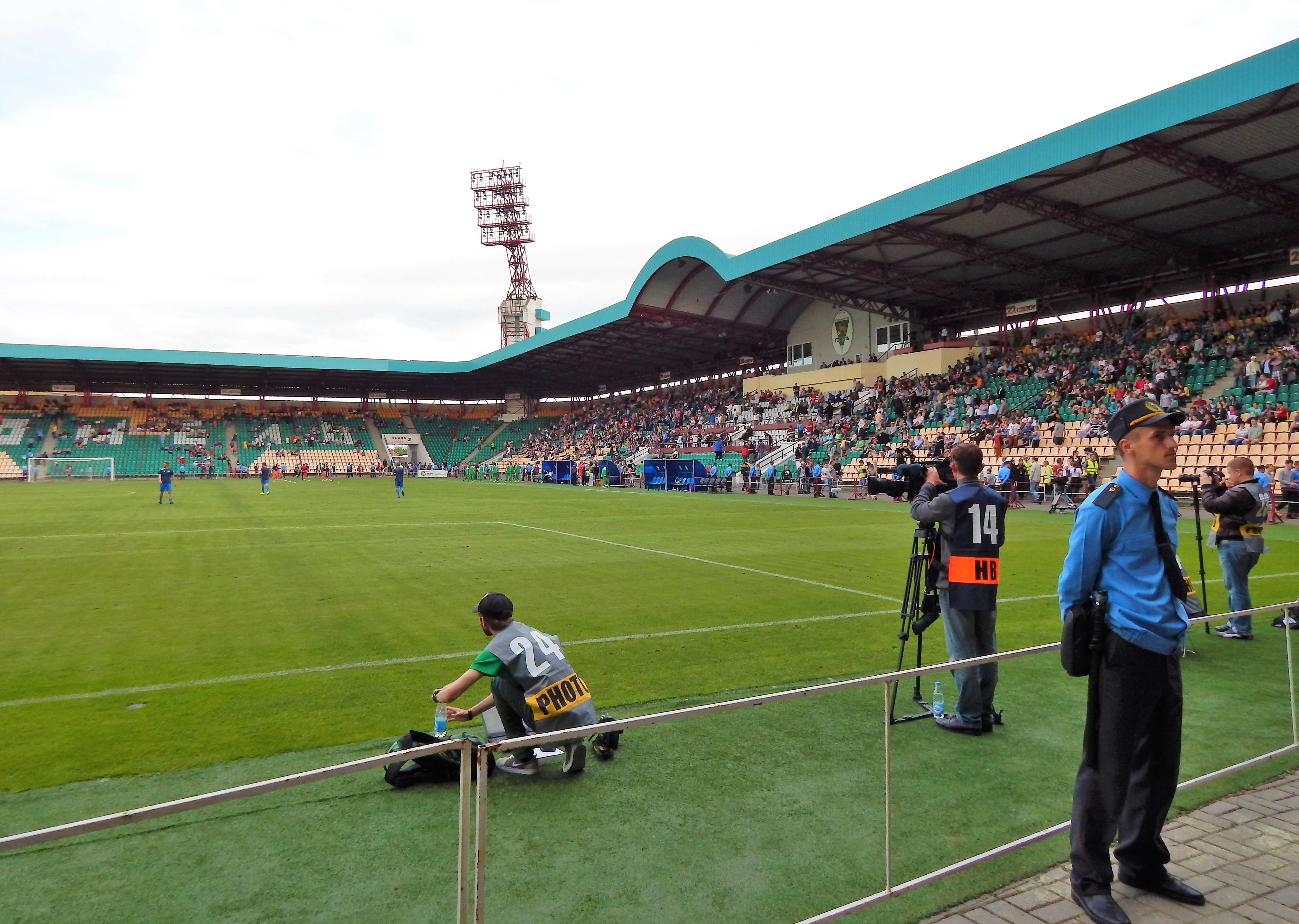
Финал кубка Беларуси по футболу в 2015 году.

На территории современного стадиона в конце XIX века был пустырь, на месте которого затем располагался ипподром, конюшни. Чуть позже на месте ипподрома был построен велотрек, принадлежавший пожарному обществу Гомеля. Сам же комплекс включал в себя не только трек, но и амфитеатр, площадь.
В 1920-е годы в Гомеле важным событием стало открытие стадиона для футбольной команды — «Железнодорожник». Стадион строило общество «Динамо». У стадиона было много названий: «Школьный», «Спартак», «имени Кирова», «Гомсельмаш».
Интересный случай произошёл в 1930-х годах: советский лётчик делал аэрофотосъемку города, и случайным образом в кадр попал стадион. Территория в то время считалась секретным объектом, летчика обвинили в шпионаже и расстреляли.

### Первый матч на «Центральном»
В 2004 году был проведён бесплатный матч с витебским «Локомотивом». В то время на стадионе не было западной трибуны и территорию строительства закрывали флагштоками. На матче была серьёзная давка, милиции приходилось устанавливать дополнительные кордоны.

## Структура стадиона
После реконструкции 2003—2006 годов стадион вмещает 14307 зрителей, имеет четыре крытые трибуны и отвечает требованиям УЕФА, что позволяет проводить на нём матчи Лиги Чемпионов и официальные игры сборной. Размер поля — 105×68 м, установлен подогрев, электронное информационное и видео табло размерами 10×6 метров, а над стадионом — осветительные мачты.
Стадион располагается у площади Восстания, недалеко от городского цирка, рядом со швейной фабрикой «8 марта» и обувной фабрикой «Труд».
На стадионе «Центральный» проходили несколько матчей национальной сборной Беларуси по футболу.

## Общие данные
Адрес: г. Гомель  площадь Восстания, 1

## Финалы на стадионе
Кубок Беларуси по футболу
1. 2015 - 24 мая, БАТЭ (футбольный клуб) -Шахтёр (футбольный клуб, Солигорск)  ; Зрителей 9 100
2. 2021 - 23 мая, БАТЭ (футбольный клуб) - Ислочь (футбольный клуб)  2:1; Зрителей 6253
3. Зрителей 6253

## Игры турниров УЕФА
Лига Европы Квалификация / Кубок УЕФА
2000/2001-1/128 
2008/2009-1/4
2011/2012-1/4
Игры сборной Беларуси по футболу
Чемпионат мира 2014  - Квалификация
2013 -11 июня, Беларусь 1:1 Финляндия